# Eurogrup
Eurogrup és la reunió mensual i informal dels ministres de finances dels estats membres de la zona euro que tenen per objectiu la coordinació de llurs polítiques econòmiques. És el control polític sobre l'euro i sobre aspectes connexos de la unió monetària de la UE, com ara el Pacte d'Estabilitat i Creixement. El seu actual president és Mário Centeno, ministre de finances de Portugal.
Els ministres es reuneixen un dia abans de la reunió del Consell de Ministres d'Economia i Finances de la Unió Europea (Ecofin) del Consell de la Unió Europea. Aquest grup està relacionat amb el Consell de la Unió Europea (només l'Eurogrup vota en qüestions relacionades amb l'euro a l'Ecofin) i es va formalitzar en el marc del Tractat de Lisboa.

## Membres
Els membres de l'Eurogrup a novembre de 2012. El President del Banc Central Europeu, el Comissari Europeu d'Assumptes Econòmics i Monetaris i el President del Grup de Treball Eurogrup també assisteixen a les reunions.